# Llambi Blido
Llambi Blido (* 3. Februar 1939 in Struma, Roskovec, Qark Fier) ist ein albanischer Maler und Illustrator.

## Leben und Werk
Llambi Blido studierte ab 1960 ein Jahr lang am Repin-Institut in Leningrad. Bis 1965 war er Student an der Schule der bildenden Künste bei Vilson Kilica und Danish Jukniu. Von 1975 bis 1987 lehrte Llambi Blido am Kunstlyzeum „Jordan Misja“ in Tirana. Er illustrierte unter anderem das 1975 herausgegebene Buch Pasionet patriotike von Tasim T. Aliaj.  Der albanische Architekt Maks Velo, der als politischer Dissident mehrere Jahre im berüchtigten Gefängnis Spaç inhaftiert war, benannte Blido als Denunziant und als Hauptschuldigen für seine Haft während der kommunistischen Herrschaft.
Die Ölmalerei At the Command Desk/Am Kommandopult (1971) wurde 2017 auf der documenta 14 ausgestellt.